# Геофизические исследования скважин

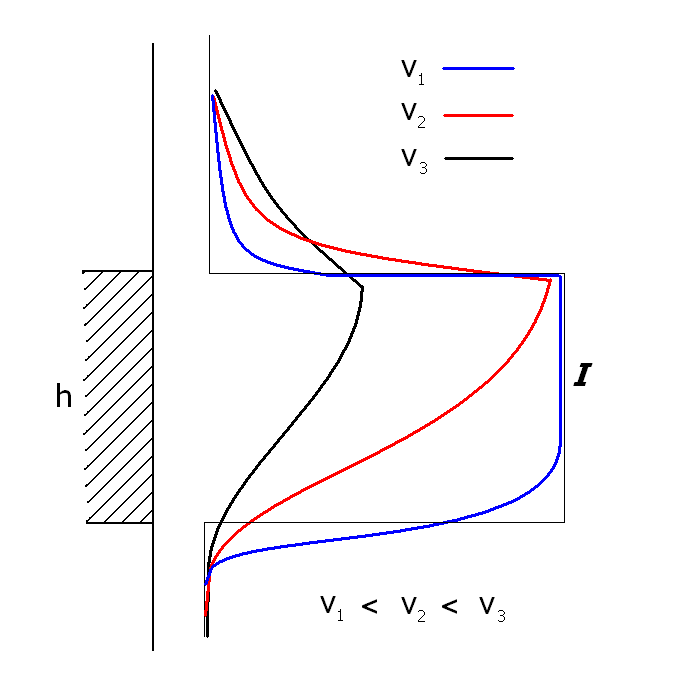
Гамма-каротаж

Геофизи́ческие иссле́дования сква́жин (ГИС) — комплекс  методов разведочной геофизики, используемых для изучения свойств горных пород в около скважинном и межскважинном пространствах, а также для контроля технического состояния скважин. ГИС проводятся для анализа геологического строения разреза, выявления продуктивных пластов (особенно нефтяных и газовых) и оценки их коллекторских свойств..

## Классификация методов ГИС
Классификация методов ГИС может быть выполнена по виду изучаемых геофизических полей.

### Электрические методы
- КС (Кажущегося Сопротивления) — измерение удельного электрического сопротивления горных пород;
- МЗ — микрозондовая модификация КС;
- БК (Боковой Каротаж) — разновидность КС c экранированными электродами
- ТК (Токовый Каротаж) — определение сопротивления расположенного в скважине электрода, заземленного на поверхности, с помощью обсадных труб.
- ИК (Индукционный Каротаж) — измерение удельной электропроводности горных пород при помощи катушек индуктивности.
- СП (Собственной Поляризации) — измерения естественных электрических потенциалов горных пород

### Радиометрические методы
К ним относятся различные виды каротажа, основанные на изучении естественного гамма-излучения и взаимодействия вещества горной породы с наведенным ионизирующим излучением.
- Гамма-каротаж (ГК) — один из комплексов методов исследований скважин радиоактивными методами. ГК исследует естественную радиоактивность горных пород по стволу скважин.
- Нейтронный каротаж. Сущность нейтронных методов каротажа сводится к облучению горных пород нейтронами. После облучения регистрируются ответные излучения:
  - либо гамма-излучение, возникшее при радиационном захвате нейтрона ядром вещества породы (нейтронный гамма-каротаж)
  - либо поток нейтронов первичного излучения дошедших до детектора-методы ННК (нейтрон-нейтронный каротаж).

Оба метода можно использовать при определении водородосодержания в породе, её пористости.
- Гамма-гамма каротаж (ГГК) основан на измерении характеристик гамма-излучения, возникающего при облучении горных пород внешними источниками гамма-излучения.

### Сейсмоакустическиеметоды

#### Акустический каротаж
Основная статья: Акустический каротаж
Акустическим каротажом (АК) называют методы изучения свойств горных пород по измерениям в скважине характеристик упругих волн ультразвуковой (выше 20 кГц) и звуковой частоты.

### Газовый каротаж
Основан на анализе содержания в буровом растворе газообразных или летучих углеводородов.

### Термокаротаж
Измерение и интерпретация температурного режима в скважине с целью определения целостности колонны; зон цементации и рабочих горизонтов скважины. Производится скважинным термометром. К этому виду можно отнести и исследования СТИ-самонагревающимся термоиндикатором применяемым при термоиндуктивной расходометрии.

### Кавернометрия
Кавернометрия — измерения, в результате которых получают кривую изменения диаметра буровой скважины с глубиной — кавернограмму. Кавернограммы используются в комплексе с данными др. геофизических методов для уточнения геологического разреза скважины, дают возможность контролировать состояние ствола скважины при бурении; выявлять интервалы, благоприятные для установки герметизирующих устройств; определять количество цемента, необходимого для герметизации затрубного пространства при обсадке скважины колонной труб. Для составления кавернограмм используются каверномеры.
Так же в состав ГИС входят и другие виды работ:Различные перфорационные и взрывные работы; Работы по ГРП-гидроразрыву пласта; Свабирование (от англ. swab) - возбуждение скважины или откачка из неё жидкости посредством вакуумного поршня - сваба; Инклинометрия-определение ориентации скважины в пространстве; Различные методы опробования пластов и отбора грунта.

### Контроль за разработкой нефтяных и газовых месторождений
Особо стоят геофизические исследования в эксплуатационных нефтяных и газовых скважинах, применяемых для определения дебита скважины, технического состояния колонны, профиля притока или профиля приемистости, гидродинамических параметров пластов. При этом используют термометрию; расходометрию; барометрию; СТИ; ЛМ - локатор муфт; акустическую шумометрию; электромагнитную дефектоскопию и толщинометрию; СНГК - спектрометрический нейтронный гамма-каротаж; ИННК-импульсный нейтрон-нейтронный каротаж,  и некоторые другие виды и методы каротажей….